# Kerzenuhr
Die so genannte Kerzenuhr oder Stundenkerze ist eine Uhr, deren Zeitmessung auf der Verbrennung von Material beruht. Dabei macht man sich den Umstand zunutze, dass eine Kerze immer gleich schnell abbrennt, wenn sie den gleichen Durchmesser hat und aus dem gleichen Material besteht.

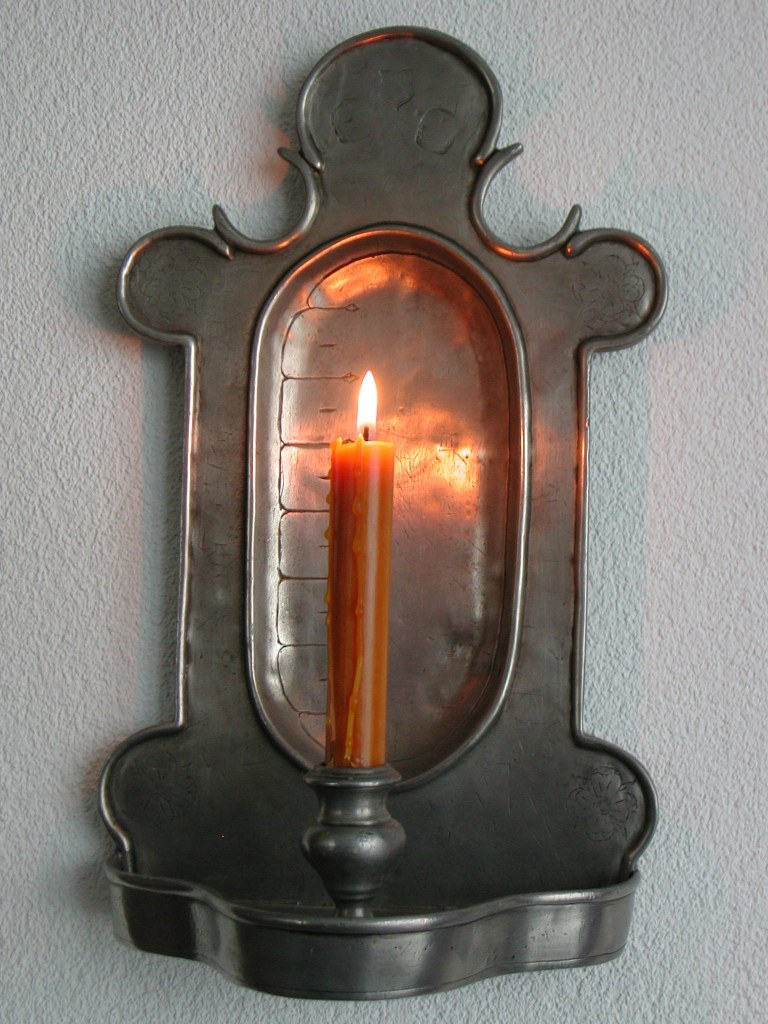
Kerzenuhr (ca. 18. Jhd.)

## Funktionsweise
Die Kerzenuhr zeigt die vergangene Zeit relativ durch das verschwundene Material an. Dabei kommt fast immer eine Skala zum Einsatz, um die vergangene Zeit besser ablesen zu können. Diese ist entweder separat hinter/neben der Kerze aufgestellt oder aber direkt auf der Kerze angebracht.
Zusätzlich können Metallstifte mit Gewichten oder Glöckchen in die Kerze gesteckt werden. Wenn die Kerze bis zum Stift abbrennt, fällt dieser nach unten und erzeugt ein lautes Geräusch. Somit muss die Kerze nicht ununterbrochen beobachtet werden und ein bestimmter Zeitpunkt wird nicht so leicht übersehen.
Die Ablesegenauigkeit einer Stundenkerze liegt bei etwa 5–10 Minuten. Je dicker die Kerze ist, desto ungenauer lässt sie sich ablesen, da sie langsamer abbrennt. Falls ein Luftzug vorhanden ist, kann dieser die Abbrenngeschwindigkeit ebenfalls beeinflussen. Temperaturunterschiede haben hingegen keinen wesentlichen Einfluss auf die Abbrenngeschwindigkeit.
Die Kerzenuhr hatte gegenüber anderen damaligen Zeitmessern den Vorteil, dass sie auch nachts oder bei bedecktem Himmel funktionierte.
Nachteilig war allerdings der Kostenfaktor Wachs sowie die nur einmalige Verwendbarkeit.

## Geschichte
Die früheste Erwähnung einer Kerzenuhr findet sich in der Vita von König Alfred von England, der im 9. Jahrhundert in Europa die Kerzenuhr verwendete. Sein Chronist Bischof Asser überlieferte, dass er exakt 8 Stunden für seine öffentlichen Pflichten, 8 Stunden für Studieren, Essen und Schlafen sowie 8 Stunden für das Gebet aufbrachte. Um seinen strukturierten Tagesablauf durchhalten zu können, benötigte er täglich 6 Kerzen je 4 Stunden Brenndauer, die er in einer Laterne aufbewahrte, um die Gleichmäßigkeit des Abbrennens zu optimieren.
Stundenkerzen wurden im Mittelalter fast ausschließlich in Klöstern verwendet. Dieser Umstand liegt darin begründet, dass Mönche die erste Menschengruppe war, die aufgrund der Gebetszeiten eine genauere Zeitmessung als die damals in der Gesellschaft übliche Einteilung in „Tagesblöcke“ benötigte. Bienenwachs war sehr teuer, unter anderem deshalb taten sich viele Klöster in der Bienenzucht hervor.

## Herstellung
Nach der Kerzenherstellung wird ein „Eichgerät“ zur Zeitbestimmung benötigt.
In den Klöstern wurde dies mittels Gebeten oder dem Singen von Psalmen gemacht. Ein besonderer Bruder („significator horarum“) war für das Bestimmen der Zeiten im Kloster verantwortlich, dies tat er durch das Singen bestimmter Psalmen.
Sobald die erste Referenzkerze entzündet war, begann man damit, die Zeit für einen festgelegten Zeitraum (typischerweise eine Stunde, daher der Name „Stundenkerze“) abzubeten. Sobald man fertig war, markierte man die Stelle auf einer frischen Kerze, bis zu der die Referenzkerze heruntergebrannt war. Dieser Vorgang wurde wiederholt, bis die Kerze zu Ende gebrannt war. Anschließend übertrug man die Markierungen auf der Kerze auf weitere Kerzen.
Sehr wahrscheinlich wurden auch Schablonen benutzt, um standardisierte Kerzen herzustellen. In einem Manuskript sind Maße für eine solche Kerze am Rand vermerkt.
Die Skala wurde entweder separat oder auf der Kerze angebracht. Die Methode der Anbringung der Striche auf der Kerze ist unklar, wahrscheinlich ist jedoch, dass sie mittels Ruß in die Kerzenoberfläche eingeschmolzen wurden, da diese Methode zuverlässig und kostenlos ist.